# Дасбург
Дасбург (нем. Dasburg) — община в Германии, в земле Рейнланд-Пфальц. 
Входит в состав района Айфель-Битбург-Прюм. Подчиняется управлению Арцфельд.  Население составляет 222 человека (на 31 декабря 2010 года). Занимает площадь 4,78 км².

## Фотографии

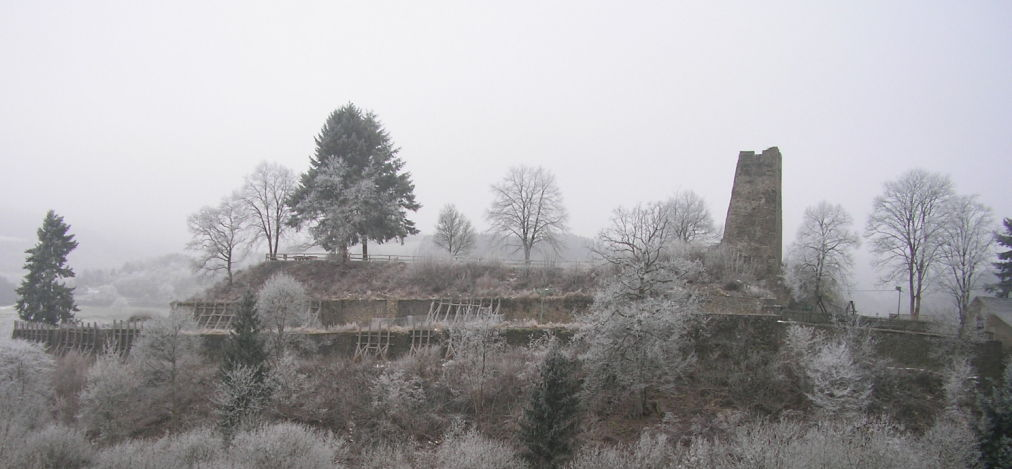
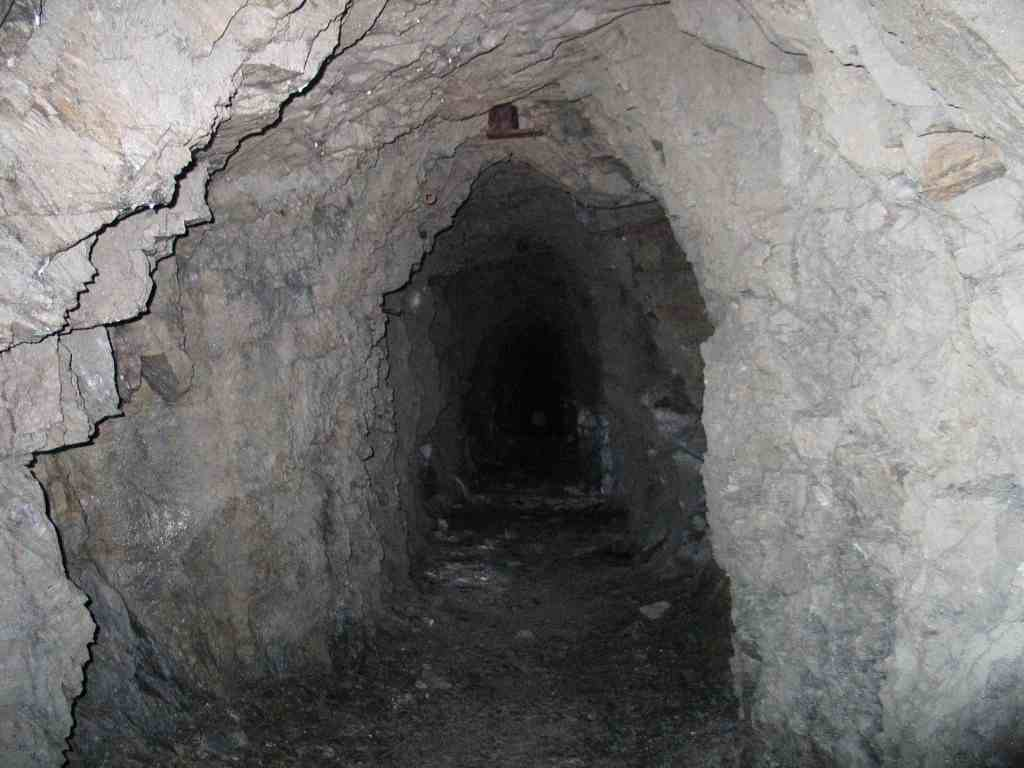
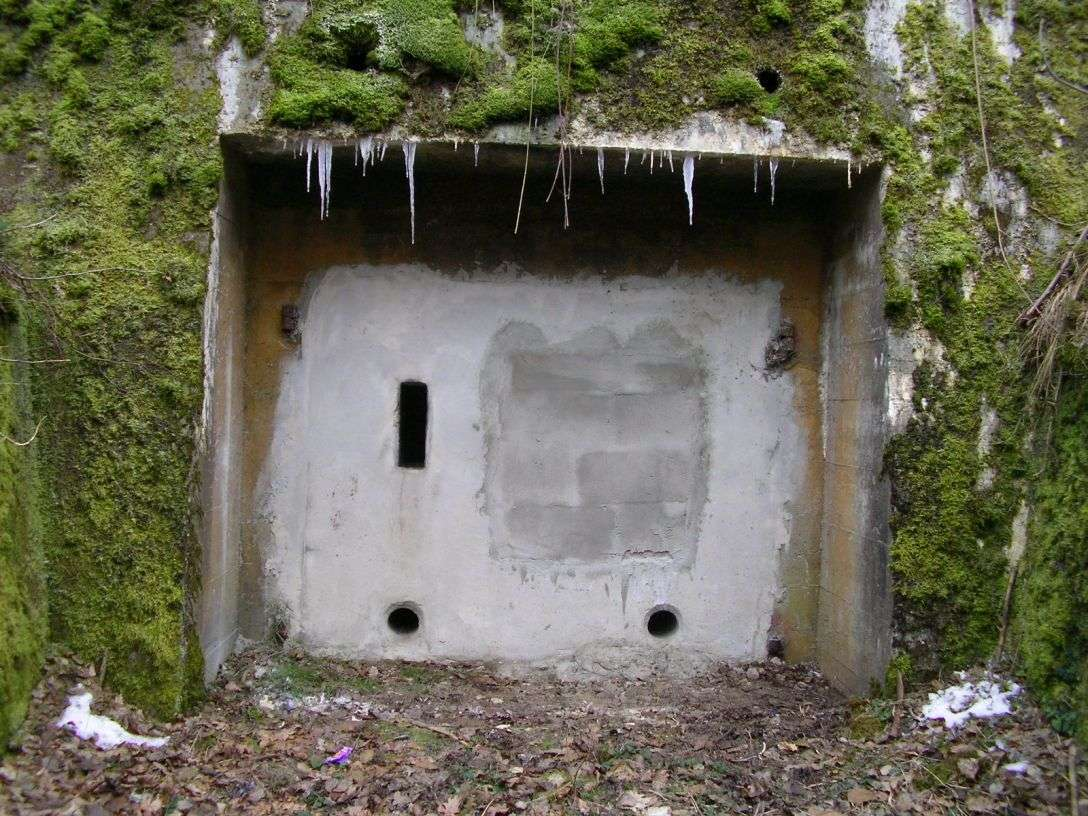
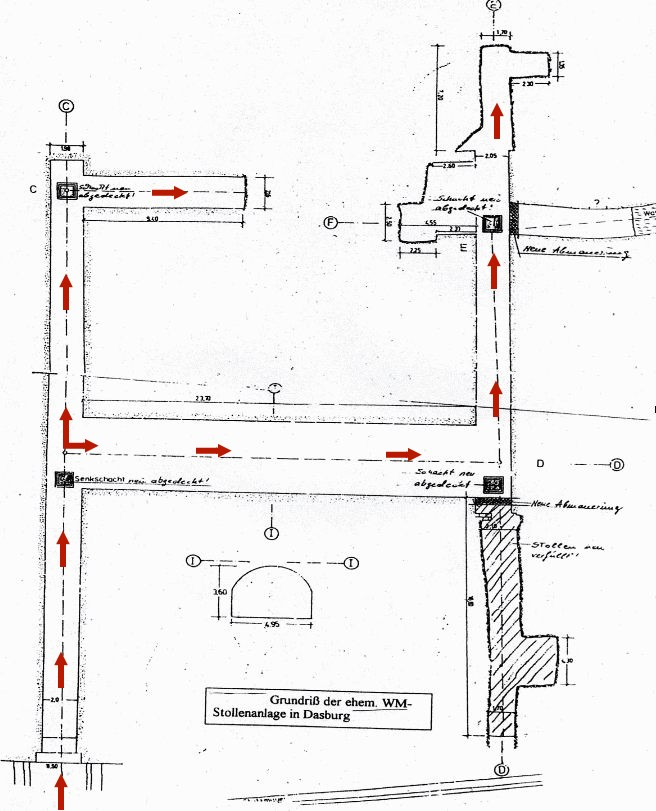
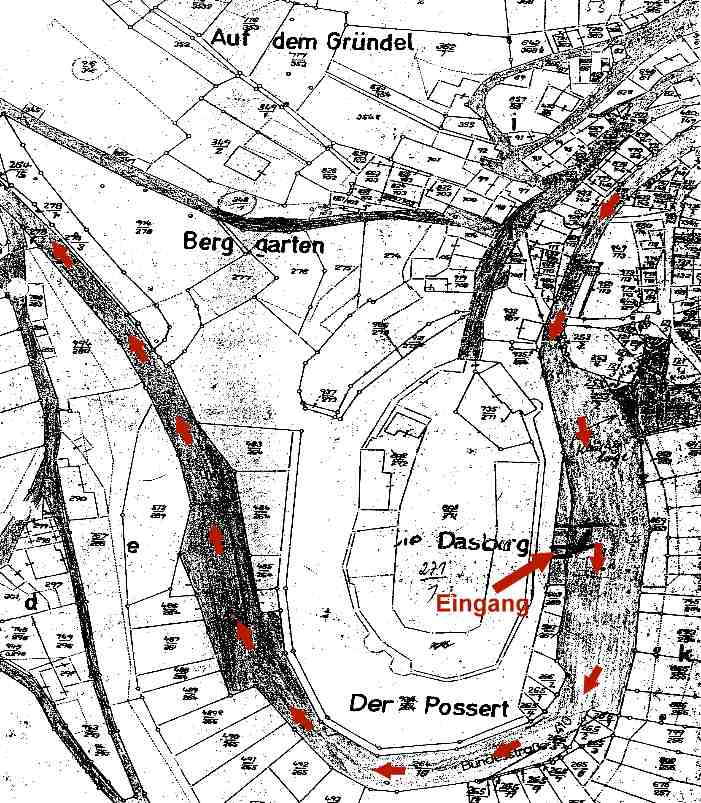